# Le Dernier Rite 2 : Les fantômes de la Géorgie
Série
Le Dernier Rite
(2009)
Pour plus de détails, voir Fiche technique et Distribution.
Le Dernier Rite 2 : Les fantômes de la Géorgie, ou Malédiction au Connecticut : Les fantômes de la Géorgie au Québec (The Haunting in Connecticut 2: Ghosts of Georgia) est un film d'horreur américain réalisé et monté par Tom Elkins et sorti en 2013. Il s'agit d'une suite au Dernier Rite. 

## Synopsis
En 1993, le couple Wyrick (Murray et Spencer) emménage dans une maison hantée.

## Fiche technique
- Titre original : The Haunting in Connecticut 2 : Ghosts of Georgia
- Titre français : Le Dernier Rite 2 : Les fantômes de la Géorgie
- Titre québécois : Malédiction au Connecticut : Les fantômes de la Géorgie
- Réalisation et montage : Tom Elkins
- Scénario : David Coggeshall
- Direction artistique : Craig Sandells
- Décors : Jeremy Woolsey
- Costumes : Dana Embree et Jennifer Kamrath
- Photographie : Yaron Levy
- Son : Kirby Jinnah
- Musique : Michael Wandmacher
- Production : Paul Brooks et Sara Giles
- Sociétés de production : Lionsgate et Gold Circle Films
- Société(s) de distribution : Lionsgate
- Budget : 9 000 000 $
- Pays de production :  États-Unis
- Langue : Anglais
- Format : Couleurs - 35mm - 1.85:1 -  Son Dolby numérique
- Genre : Film d'horreur
- Durée : 100 minutes
- Dates de sortie :
  - États-Unis : 1er février 2013
  - Belgique : 12 juin 2013

## Distribution
- Chad Michael Murray (V. Q. : Patrice Dubois) : Andy Wyrick
- Katee Sackhoff (V. Q. : Mélanie Laberge) : Joyce
- Abigail Spencer (V. Q. : Geneviève Désilets) : Lisa Wyrick
- Cicely Tyson
- Emily Alyn Lind (V. Q. : Kaly Roy) : Heidi Wyrick
- Andrea Frankle : le Dr. Segar
- Brad James : Prentiss
- Lauren Pennington	: Nell
- Lance E. Nichols (V. Q. : Manuel Tadros) : le pasteur Wells

Source et légende : Version québécoise (V. Q.) sur Doublage Québec